# Frezzaria

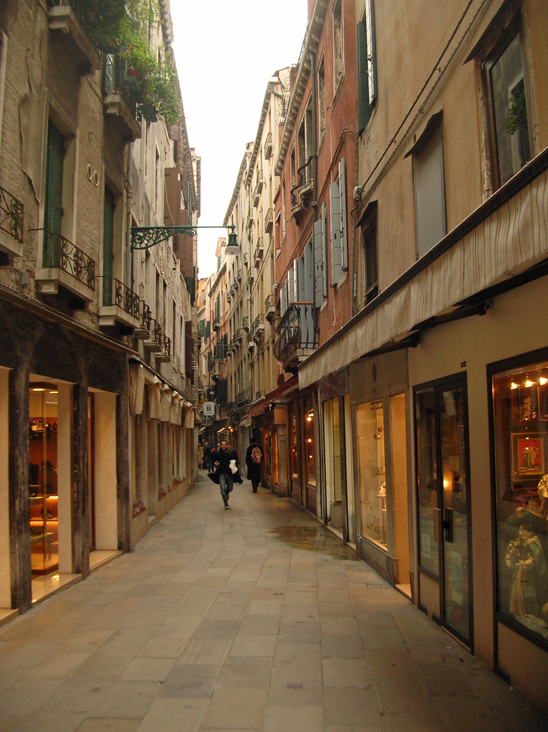
La Frezzeria vista da Bocca di Piazza

Frezzaria è una calle situata a Venezia nel sestiere di San Marco. 
Il percorso della Frezzaria è a forma di L ed inizia a partire dal Teatro La Fenice. Dopo il primo tratto lineare, il percorso in Frezzaria continua, dopo una curva ad angolo retto, fino alla calle di imbocco di Piazza San Marco, raggiungibile anche attraverso la laterale Bocca di Piazza. Attraverso calle del Fuseri è collegata con campo San Luca e quindi con la zona di Rialto. La calle è caratterizzata dal susseguirsi pressoché ininterrotto di attività commerciali di alto livello (vetri di Murano, abbigliamento di marca, gallerie d'arte) e per la sua posizione centrale e la sua funzione di collegamento rappresenta una delle arterie pedonali di maggior traffico turistico e di residenti. Fino al 1863, prima dell'apertura del Bacino Orseolo e la creazione di una nuova viabilità più diretta, era la strada di collegamento più rapida tra campo San Luca e Piazza San Marco. 
Il nome della località deriva dal fatto che nel Quattrocento in questa zona si fabbricavano e vendevano frecce. Alcune leggi della Repubblica di Venezia risalenti al XIV secolo prescrivevano infatti per tutti i cittadini dai 16 ai 35 anni l'obbligo di esercitarsi settimanalmente nel tiro con la balestra al Lido di Venezia. Per tali esercitazione, era previsto un imbarco collettivo presso Piazza San Marco e la Frezzeria per la sua posizione sul percorso e per la sua funzione di raccordo con le zone di Santo Stefano e Rialto costituiva una dislocazione ideale per l'acquisto delle frecce da parte dei cittadini. Col tempo e con la dismissione della vendita di frecce, l'area ha mantenuto il suo carattere di arteria artigianale e commerciale.
Sempre in questa zona si trovava l'officina dell'incisore in rame e calcografo Giacomo Franco (1550-1620), che lavorò tra gli altri per i pittori Tizianello e Palma il Giovane ai quali lasciò dei beni in eredità. Vi soggiornarono inoltre George Byron nel suo primo periodo di permanenza in città e l'allora quindicenne Wolfgang Amadeus Mozart, come ricorda una lapide posta sul palazzo ove fu ospitato, proprio all'inizio del percorso sul lato del Teatro La Fenice.
La calle viene citata da Shakespeare ne Il mercante di Venezia nella forma di "Sagittary", secondo la modalità in cui era conosciuta nei testi del cinquecento. Viene inoltre citata nel libro di Rick Riordan  Eroi dell'Olimpo: la casa di Ade come sede della Casa Nera in cui vive il dio dell'agricoltura Triptolemo.